# Pietro da Barsegapè
Pietro da Barsegapé, o Bascapè, (Milà, c. 1220 - ...) va ser un poeta llombard.
Va néixer en una família potser originària del poble de Bascapè, prop de Pavia. Se sap que era un soldat professional, però gairebé no hi ha referències sobre la seva vida. Se l'havia relacionat amb un Petrus de Basilica Petri, una ciutat propera de Milà, però actualment se'n descarta la relació per raons cronològiques (aquest Petrus té mencions en documents del 1335/1340). Segons alguns crítics, aquest autor es pot identificar amb un homònim que el 1260 va escriure una carta al Podestà de Florència.
És l'autor del Sermon Divino, una obra religiosa didàctica en llengua llombarda. El seu poema, finaltzat el 10 de juny de 1274, tracta temes derivats de la Bíblia, com ell mateix afirma al Sermon.

## Obra
El Sermon Divino és un poema popular amb tons de crítica a la riquesa i l'orgull. Té 2.440 versos, dividits en tres seccions: la creació del món, la història de Jesucrist i el judici universal.

Fragment del Sermon sobre la creació d'Adam i Eva i el Pecat Originalː
Possa de terra formò l’òmo
et Adam ge mette nome;
si li dà una compagna
per la soa nome Eva se clama
femena facta d’una costa
la qual a l’omo era posta.
De cinque sens el ge spiroe
in Paradiso i alogò.
Si li fa comandamento
del le fruite k’èn là dentro
de cascun possa mangiare
un ge n’è k’el laga stare.
El è un fruto savoroso
dolce, bello e delectoso
da cognoscer ben e ‘l mal
perco li ao vedao de manca